# Dioscorea rimbachii
Dioscorea rimbachii är en enhjärtbladig växtart som beskrevs av Reinhard Gustav Paul Knuth. Dioscorea rimbachii ingår i släktet Dioscorea och familjen Dioscoreaceae. Inga underarter finns listade i Catalogue of Life.